# David Packard
David Packard (Pueblo, 7 settembre 1912 – Stanford, 26 marzo 1996) è stato un imprenditore, ingegnere e politico statunitense, cofondatore della Hewlett-Packard. Ha servito come vicesegretario alla difesa dal 1969 al 1971, sotto la presidenza Nixon. Nel 1988 ha ricevuto la Medaglia presidenziale della libertà.

## Biografia
Nato a Pueblo, nello stato del Colorado, ha frequentato la "Centennial High School", dimostrando un forte interessamento al campo scientifico. Laureatosi all'Università di Stanford nel 1934, membro della Phi Beta Kappa, conosce in questa occasione il suo futuro socio, William Hewlett. Nel 1939, incoraggiato da F.E. Terman e con un capitale di 538 $, insieme ad Hewlett costituì nel suo garage di Palo Alto la società Hewlett-Packard (nota anche come HP), un'azienda rivolta al mercato dell'elettronica. Nel 1995 ha vinto il Premio Lemelson-MIT.